# Teodor Błoch
Teodor Emil Błoch (ur. 9 listopada 1895 w Kołomyi, zm. kwiecień 1940 w Charkowie) – major piechoty Wojska Polskiego, kawaler Orderu Virtuti Militari, ofiara zbrodni katyńskiej.

## Życiorys
Urodził się 9 listopada 1895 w Kołomyi, ówczesnym mieście powiatowym Królestwa Galicji i Lodomerii, w rodzinie Ferdynanda i Julii ze Straubów. Ukończył szkołę powszechną i sześć klas w c. k. Gimnazjum w Kołomyi. W latach 1915–1918 służył w armii austriackiej. W 1917 ukończył szkołę oficerską. Walczył na froncie rosyjskim, potem włoskim. Po wyjściu z niewoli włoskiej wstąpił do Armii gen. Hallera.  
Po zakończeniu wojny został przyjęty do Wojska Polskiego i zweryfikowany do stopnia kapitana ze starszeństwem z dniem 1 czerwca 1919 roku i przydzielony do 145 pułku piechoty jako adiutant, później jako dowódca kompanii i batalionu. W listopadzie 1924 roku został przeniesiony z 72 pp do 60 pułku piechoty, a później przydzielony do 26 Dywizji Piechoty w Skierniewicach. 2 kwietnia 1929 roku został awansowany na majora ze starszeństwem z dniem 1 stycznia 1929 roku i 24. lokatą w korpusie oficerów piechoty. W lipcu tego roku został przeniesiony do 10 pułku piechoty w Łowiczu na stanowisko dowódcy batalionu, a w grudniu 1932 przesunięty na stanowisko kwatermistrza. W sierpniu 1935  został przeniesiony do Powiatowej Komendy Uzupełnień Sarny na stanowisko komendanta. Na tym stanowisku zastąpił majora Bronisława Antoniego Majewskiego, który został oddany do dyspozycji dowódcy Okręgu Korpusu Nr II. 1 września 1938 roku dowodzona przez niego jednostka została przemianowana na Komendę Rejonu Uzupełnień Sarny, a zajmowane przez niego stanowisko otrzymało nazwę „komendant rejonu uzupełnień”.
W czasie kampanii wrześniowej 1939 – po agresji ZSRR na Polskę – w nieznanych okolicznościach dostał się do niewoli sowieckiej. Przebywał w obozie w Starobielsku. Wiosną 1940 został zamordowany przez funkcjonariuszy NKWD w Charkowie i pogrzebany potajemnie w bezimiennej mogile zbiorowej w Piatichatkach, gdzie od 17 czerwca 2000 mieści się oficjalnie Cmentarz Ofiar Totalitaryzmu w Charkowie. Figuruje na Liście Starobielskiej NKWD, pod poz. 58.
Teodor Błoch był żonaty z Amelią z domu Kluge.

## Upamiętnienie
- 5 października 2007 minister obrony narodowej Aleksander Szczygło mianował go pośmiertnie na stopień podpułkownika[15][16][17]. Awans został ogłoszony 9 listopada 2007 w Warszawie, w trakcie uroczystości „Katyń Pamiętamy – Uczcijmy Pamięć Bohaterów”[18][19][20].

## Ordery i odznaczenia
- Krzyż Srebrny Orderu Wojskowego Virtuti Militari nr 1290 – 17 maja 1921[21][1]
- Krzyż Walecznych[22]
- Srebrny Krzyż Zasługi – 10 listopada 1928 „w uznaniu zasług, położonych na polu pracy w poszczególnych działach wojskowości”[23][24][22]
- Medal Pamiątkowy za Wojnę 1918–1921[22]
- Medal Dziesięciolecia Odzyskanej Niepodległości[22]
- Krzyż Oficerski Orderu Korony Rumunii[22]